# Copa Asiática 1988
La Copa Asiática 1988 fue la novena edición del torneo más importante de selecciones en Asia. Fue organizada por Catar entre el 2 de diciembre y el 18 de diciembre de 1988.
En la final se enfrentaron Arabia Saudita y Corea del Sur, siendo Arabia el ganador y reteniendo el título ganado en la edición anterior.

## Equipos participantes
En cursiva los equipos debutantes
| Equipos participantes | Equipos participantes | Equipos participantes  | Equipos participantes | Equipos participantes |
| --------------------- | --------------------- | ---------------------- | --------------------- | --------------------- |
| Arabia Saudita        | Catar                 | Corea del Sur          | Irán                  | Kuwait                |
| Baréin                | China                 | Emiratos Árabes Unidos | Japón                 | Siria                 |

## Sedes
| Doha              | Doha              |
| ----------------- | ----------------- |
| Estadio Al-Ahli   | Qatar SC Stadium  |
| Capacidad: 20 000 | Capacidad: 20 000 |
|                   |                   |

## Resultados

### Primera fase

#### Grupo A
| Equipo                 | Pts. | PJ | PG | PE | PP | GF | GC | Dif |
| ---------------------- | ---- | -- | -- | -- | -- | -- | -- | --- |
| Corea del Sur          | 8    | 4  | 4  | 0  | 0  | 9  | 2  | 7   |
| Irán                   | 5    | 4  | 2  | 1  | 1  | 3  | 3  | 0   |
| Catar                  | 4    | 4  | 2  | 0  | 2  | 7  | 6  | 1   |
| Emiratos Árabes Unidos | 2    | 4  | 1  | 0  | 3  | 2  | 4  | -2  |
| Japón                  | 1    | 4  | 0  | 1  | 3  | 0  | 6  | -6  |

| 2 de diciembre de 1988 | Irán                | 2:0 (1:0) | Catar | Estadio Al-Ahli, Doha                                                |                                                                      |
|                        | Bavi 6' · Pious 89' |           |       | Asistencia: 20.000 espectadores Árbitro(s): Michel Vautrot (Francia) | Asistencia: 20.000 espectadores Árbitro(s): Michel Vautrot (Francia) |

| 3 de diciembre de 1988 | Emiratos Árabes Unidos | 0:1 (0:1) | Corea del Sur        | Estadio Al-Ahli, Doha                    |                                          |
|                        |                        |           | Lee Tae-ho 8' (pen.) | Árbitro(s): George Courtney (Inglaterra) | Árbitro(s): George Courtney (Inglaterra) |

| 4 de diciembre de 1988 | Japón | 0:0 | Irán | Estadio Qatar SC, Doha                                             |  |
|                        |       |     |      | Asistencia: 4.000 espectadores Árbitro(s): Samuel Chan (Hong Kong) |  |

| 5 de diciembre de 1988 | Catar                           | 2:1 (2:1) | Emiratos Árabes Unidos | Estadio Qatar SC, Doha                                               |                                                                      |
|                        | Muftah 17' · Musabah 26' (a.g.) |           | H. Mohamed 35'         | Asistencia: 4.000 espectadores Árbitro(s): Erik Fredriksson (Suecia) | Asistencia: 4.000 espectadores Árbitro(s): Erik Fredriksson (Suecia) |

| 6 de diciembre de 1988 | Corea del Sur                         | 2:0 (2:0) | Japón | Estadio Qatar SC, Doha                  |                                         |
|                        | Hwang Sun-hong 13' · Kim Joo-sung 35' |           |       | Árbitro(s): Salah Mohammed Karim (Irak) | Árbitro(s): Salah Mohammed Karim (Irak) |

| 8 de diciembre de 1988 | Irán      | 1:0 (1:0) | Emiratos Árabes Unidos | Estadio Qatar SC, Doha                                             |                                                                    |
|                        | Pious 27' |           |                        | Asistencia: 4.000 espectadores Árbitro(s): Steven Ovinis (Malasia) | Asistencia: 4.000 espectadores Árbitro(s): Steven Ovinis (Malasia) |

| 9 de diciembre de 1988 | Catar                        | 2:3 (0:2) | Corea del Sur                            | Estadio Qatar SC, Doha                   |                                          |
|                        | Salman 47' (pen.) 80' (pen.) |           | Chung Hae-won 10' 72' · Kim Joo-sung 34' | Árbitro(s): George Courtney (Inglaterra) | Árbitro(s): George Courtney (Inglaterra) |

| 10 de diciembre de 1988 | Emiratos Árabes Unidos | 1:0 (0:0) | Japón | Estadio Al-Ahli, Doha             |                                   |
|                         | A.A. Mohamed 86'       |           |       | Árbitro(s): Ahmad Bash (Jordania) | Árbitro(s): Ahmad Bash (Jordania) |

| 11 de diciembre de 1988 | Corea del Sur                               | 3:0 (2:0) | Irán | Estadio Al-Ahli, Doha                                          |                                                                |
|                         | Byun Byung-joo 26' 57' · Hwang Sun-hong 42' |           |      | Asistencia: 4.000 espectadores Árbitro(s): Neji Jouini (Túnez) | Asistencia: 4.000 espectadores Árbitro(s): Neji Jouini (Túnez) |

| 12 de diciembre de 1988 | Japón | 0:3 (0:0) | Catar                       | Estadio Al-Ahli, Doha                                              |                                                                    |
|                         |       |           | Khamis 58' 82' · Muftah 90' | Asistencia: 4.000 espectadores Árbitro(s): Yusuf Namoğlu (Turquía) | Asistencia: 4.000 espectadores Árbitro(s): Yusuf Namoğlu (Turquía) |

#### Grupo B
| Equipo         | Pts. | PJ | PG | PE | PP | GF | GC | Dif |
| -------------- | ---- | -- | -- | -- | -- | -- | -- | --- |
| Arabia Saudita | 6    | 4  | 2  | 2  | 0  | 4  | 1  | 3   |
| China          | 5    | 4  | 2  | 1  | 1  | 6  | 3  | 3   |
| Siria          | 4    | 4  | 2  | 0  | 2  | 2  | 5  | -3  |
| Kuwait         | 3    | 4  | 0  | 3  | 1  | 2  | 3  | -1  |
| Baréin         | 2    | 4  | 0  | 2  | 2  | 1  | 3  | -2  |

| 2 de diciembre de 1988 | Siria | 0:2 (0:1) | Arabia Saudita                  | Estadio Qatar SC, Doha                                                |                                                                       |
|                        |       |           | Al-Mutlaq 20' · Al-Suwaiyed 82' | Asistencia: 20.000 espectadores Árbitro(s): Erik Fredriksson (Suecia) | Asistencia: 20.000 espectadores Árbitro(s): Erik Fredriksson (Suecia) |

| 3 de diciembre de 1988 | Kuwait | 0:0 | Baréin | Estadio Al-Ahli, Doha                      |  |
|                        |        |     |        | Árbitro(s): Vincent Mauro (Estados Unidos) |  |

| 4 de diciembre de 1988 | China                             | 3:0 (3:0) | Siria | Estadio Qatar SC, Doha               |                                      |
|                        | Gao Sheng 13' · Xie Yuxin 14' 19' |           |       | Árbitro(s): Mohamed Hansal (Argelia) | Árbitro(s): Mohamed Hansal (Argelia) |

| 5 de diciembre de 1988 | Arabia Saudita | 0:0 | Kuwait | Estadio Al-Ahli, Doha                |  |
|                        |                |     |        | Árbitro(s): Michel Vautrot (Francia) |  |

| 6 de diciembre de 1988 | Baréin | 0:1 (0:0) | China             | Estadio Qatar SC, Doha                |                                       |
|                        |        |           | Zhang Xiaowen 78' | Árbitro(s): Syed Shahid Hakim (India) | Árbitro(s): Syed Shahid Hakim (India) |

| 8 de diciembre de 1988 | Siria         | 1:0 (0:0) | Kuwait | Estadio Al-Ahli, Doha               |                                     |
|                        | Al-Nasser 63' |           |        | Árbitro(s): Yusuf Namoğlu (Turquía) | Árbitro(s): Yusuf Namoğlu (Turquía) |

| 9 de diciembre de 1988 | Arabia Saudita | 1:1 (0:1) | Baréin                | Estadio Qatar SC, Doha              |                                     |
|                        | Jazea'a 78'    |           | F. Mohamed 44' (pen.) | Árbitro(s): Vincent Mauro (Francia) | Árbitro(s): Vincent Mauro (Francia) |

| 10 de diciembre de 1988 | Kuwait                                    | 2:2 (0:1) | China          | Estadio Al-Ahli, Doha                 |                                       |
|                         | Adel Abbas 60' (pen.) · Mansour Basha 62' |           | Ma Lin 10' 87' | Árbitro(s): Erik Fredriksson (Suecia) | Árbitro(s): Erik Fredriksson (Suecia) |

| 11 de diciembre de 1988 | Baréin | 0:1 (0:0) | Siria                 | Estadio Qatar SC, Doha               |                                      |
|                         |        |           | Abu Al-Sel 72' (pen.) | Árbitro(s): Michel Vautrot (Francia) | Árbitro(s): Michel Vautrot (Francia) |

| 12 de diciembre de 1988 | China | 0:1 (0:0) | Arabia Saudita | Estadio Al-Ahli, Doha                |                                      |
|                         |       |           | Al-Bishi 56'   | Árbitro(s): Mohamed Hansal (Argelia) | Árbitro(s): Mohamed Hansal (Argelia) |

### Segunda fase
|  | Semifinales           | Semifinales           |       |                       | Final                 | Final |  |
|  |                       |                       |       |                       |                       |       |  |
|  |                       |                       |       |                       |                       |       |  |
|  | Doha, 14 de Diciembre |                       |       |                       |                       |       |  |
|  | Corea del Sur (pró.)  | 2                     |       |                       |                       |       |  |
|  | China                 | 1                     |       |                       |                       |       |  |
|  |                       |                       |       |                       |                       |       |  |
|  |                       |                       |       |                       | Doha, 18 de diciembre |       |  |
|  |                       |                       |       |                       | Corea del Sur         | 0 (3) |  |
|  |                       | Arabia Saudita (pen.) | 0 (4) |                       |                       |       |  |
|  |                       |                       |       |                       |                       |       |  |
|  |                       |                       |       |                       |                       |       |  |
|  |                       |                       |       |                       | Tercer lugar          |       |  |
|  | Doha, 15 de Diciembre | Doha, 15 de Diciembre |       | Doha, 17 de diciembre | Doha, 17 de diciembre |       |  |
|  | Arabia Saudita        | 1                     |       | China                 | 0 (0)                 |       |  |
|  | Irán                  | 0                     |       |                       | Irán (pen.)           | 0 (3) |  |

#### Semifinales
| 14 de diciembre de 1988 | Corea del Sur       | 2:1 (0:0, 0:0) (t. s.) | China         | Estadio Qatar SC, Doha                                                    |                                                                           |
|                         | Lee Tae-ho 93' 103' |                        | Mai Chao 100' | Asistencia: 1.000 espectadores Árbitro(s): Vincent Mauro (Estados Unidos) | Asistencia: 1.000 espectadores Árbitro(s): Vincent Mauro (Estados Unidos) |

| 15 de diciembre de 1988 | Arabia Saudita | 1:0 (1:0) | Irán | Estadio Qatar SC, Doha                                                   |                                                                          |
|                         | Abdullah 16'   |           |      | Asistencia: 17.000 espectadores Árbitro(s): George Courtney (Inglaterra) | Asistencia: 17.000 espectadores Árbitro(s): George Courtney (Inglaterra) |

#### Tercer lugar
| 17 de diciembre de 1988 | China                               | 0:0 (0:3 p.)               | Irán                                | Estadio Al-Ahli, Doha                                            |  |
|                         |                                     |                            |                                     | Asistencia: 2.000 espectadores Árbitro(s): Ahmad Bash (Jordania) |  |
|                         |                                     | Tiros desde el punto penal |                                     |                                                                  |  |
|                         | Duan Ju · Wang Baoshan · Wu Wenbing |                            | Moharrami · Ansarifard · Ghayeghran |                                                                  |  |

#### Final
| 18 de diciembre de 1988 | Corea del Sur                                                             | 0:0 (t. s.)(3:4 p.)        | Arabia Saudita                                            | Estadio Al-Ahli, Doha                                                |  |
|                         |                                                                           |                            |                                                           | Asistencia: 20.000 espectadores Árbitro(s): Michel Vautrot (Francia) |  |
|                         |                                                                           | Tiros desde el punto penal |                                                           |                                                                      |  |
|                         | Cho Min-Kook · Lee Tae-Ho · Byun Byung-Joo · Kim Joo-Sung · Cho Yoon-Hwan |                            | Nu'eimeh · Abd Al-Jawad · Abdullah · Al-Mutlaq · Al-Bishi |                                                                      |  |

|                                   |
| Bandera de Arabia Saudita         |
| Campeón Arabia Saudita 2.º título |

## Estadísticas
| Equipo | Equipo         | Pts | PJ | PG | PE | PP | GF | GC | Dif | Rend  |
| ------ | -------------- | --- | -- | -- | -- | -- | -- | -- | --- | ----- |
| 1      | Arabia Saudita | 9   | 6  | 3  | 3  | 0  | 5  | 1  | 4   | 75,0% |
| 2      | Corea del Sur  | 11  | 6  | 5  | 1  | 0  | 11 | 3  | 8   | 91,6% |
| 3      | Irán           | 6   | 6  | 2  | 2  | 2  | 3  | 4  | -1  | 50,0% |
| 4      | China          | 6   | 6  | 2  | 2  | 2  | 7  | 5  | 2   | 50,0% |
| 5      | Catar          | 4   | 4  | 2  | 0  | 2  | 7  | 6  | 1   | 50,0% |
| 6      | Siria          | 4   | 4  | 2  | 0  | 2  | 2  | 5  | -3  | 50,0% |
| 7      | Kuwait         | 3   | 4  | 0  | 3  | 1  | 2  | 3  | -1  | 37,5% |
| 8      | UAE            | 2   | 4  | 1  | 0  | 3  | 2  | 4  | -2  | 25,0% |
| 9      | Baréin         | 2   | 4  | 0  | 2  | 2  | 1  | 3  | -2  | 25,0% |
| 10     | Japón          | 1   | 4  | 0  | 1  | 3  | 0  | 6  | -6  | 12,5% |

## Premios

### Goleadores
3 goles:
- Lee Tae-ho

2 goles:
- Ma Lin
- Xie Yuxin
- Farshad Pious
- Byun Byung-joo
- Chung Hae-won
- Hwang Sun-hong
- Kim Joo-sung
- Adel Khamis
- Mansour Muftah
- Khalid Salman

1 gol:
- Fahad Mohamed
- Gao Sheng
- Mai Chao
- Zhang Xiaowen
- Karim Bavi
- Adel Abbas
- Mansour Basha
- Saleh Al-Mutlaq
- Mohamed Al-Suwaiyed
- Fahad Al-Bishi
- Yousuf Jazea'a
- Majed Abdullah
- Walid Abu Al-Sel
- Walid Al-Nasser
- Hassan Mohamed
- Abdulaziz Mohamed

1 autogol
- Muhsin Musabah (ante Qatar)

### Mejor jugador
| Jugador      | Selección     |
| ------------ | ------------- |
| Kim Joo-Sung | Corea del Sur |

### Mejor Portero
| Jugador       | Selección |
| ------------- | --------- |
| Zhang Huikang | China     |

### Equipo del Torneo
- Fuente[1]

| Porteros                         | Defensas                                                           | Centrocampistas | Delanteros                                                  |
| -------------------------------- | ------------------------------------------------------------------ | --- | ----------------------------------------------------------- |
| Zhang Huikang Abdullah Al-Deayea | Mohamed Al-Jawad Saleh Al-Nu'eimeh Park Kyung-hoon Chung Yong-hwan | Xie Yuxin Mohamed Salim Mahboub Juma'a Sirous Ghayeghran Chung Hae-won Adel Khamis Abdulaziz Al-Hajeri Byun Byung-joo | Yousuf Al-Thunayan Majed Abdullah Kim Joo-sung Wang Baoshan |